# Frakcija rdeče armade
Frakcija rdeče armade (tudi Baader-Meinhof; nemško Rote Armee Fraktion, RAF) je bila teroristična skupina, ki je delovala v Zvezni republiki Nemčiji med letoma 1968 in 1998. Sodila je med več skrajnih levičarskih, terorističnih skupin, ki so pretresale evropski družbeni prostor v začetku 70. let dvajsetega stoletja, in je pustila močan pečat na političnem prizorišču tistega obdobja. Najvidnejša politična kriza, ki jo je skupina povzročila, je bila t. i. Nemška jesen leta 1977, ko so med drugim teroristi iz Palestine v povezavi z Baader-Meinhof ugrabili letalo družbe Lufthansa. Teroristična skupina je po 30 letih delovanja domnevno odgovorna za 34 smrtnih žrtev, med katerimi je bilo mnogo nenamenskih, kakršne so vozniki ali telesni stražarji.

## Ozadje in zgodnje delovanje
Frakcija je nastala iz treh različnih levo usmerjenih skupin, ki so igrale pomembno vlogo na političnem prizorišču Zahodne Nemčije ob koncu 60. in na začetku 70. let. Znane so bile pod imeni Frakcija rdeče armade, Gibanje 2. junij in Revolucionarne celice.
Zasnova teroristične skupine pa je bilo Gibanje 2. junij; to je nastalo po dogodkih leta 1967 v okviru vseevropskih študentskih protestov, ki so prišli do izraza tudi v Zahodni Nemčiji. Sicer mirni protesti so se sprevrgli v izgrede med obiskom iranskega šaha Mohameda Reze Pahlavija v Zahodnem Berlinu, ko so se v Nemčiji živeči izgnani Iranci skupaj s študentskim gibanjem spopadli s policijo, pri čemer je bil 2. junija ubit Benno Ohnesorg. Vietnamska vojna ter policijsko nasilje, ki je povzročilo smrt tega nemškega študenta, sta motivirali množico mladih ljudi, da so se združili v gibanje Nove levice, izmed katerih je v tistem času izstopalo anarhistično zasnovano ekstremno Gibanje 2. junij. Ravno tako so ti dogodki v politični dejavnosti združili Thorwalda Prolla, Horsta Söhnleina, Gudrun Ensslin in Andreasa Baaderja.
Aprila leta 1968 sta Baader, Ensslinova in še dva tovariša iz protesta proti vojni v Vietnamu zanetila požar v dveh veleblagovnicah v Frankfurtu. Dejanje samo po sebi niti ni bilo tako pomembno, a je sprožilo verižno reakcijo dogodkov, ki so pustili veliko večji pečat. Baader in Ensslinova sta bila za napad obsojena in poslali so ju na prestajanje kazni, a sta leta 1970 ob pomoči Ulrike Meinhof uspela pobegniti, kar velja za začetek RAF-a. Skupina Baader-Meinhof se je nato usposabljala v kampu Palestinske osvobodilne organizacije (PLO) v Jordaniji. V naslednjih dveh letih je bila omenjena trojica skupaj z Janom Carlom Raspejem in Holgerjem Meinsom na begu, v tem času so ropali banke in podstavljali bombe po različnih zgradbah. Njihova prva smrtna žrtev, policist v Hamburgu, je padla leta 1971.
To obdobje se je končalo z velikim strelskim obračunom v Frankfurtu junija 1972, ko je policija aretirala Baadra, Raspeja in Meinsa. V naslednjih treh tednih je policiji uspelo prijeti tudi Gudrun Ensslin, ko je v nekem butiku kupovala obleke, in kmalu za tem še Ulrike Meinhof. Člani Frakcije so prebivali v samicah, obiski sorodnikov pa so bili dovoljeni le vsaka dva tedna. Zaradi slabega ravnanja je skupina izvedla več gladovnih stavk, v katerih je 9. novembra 1974 umrl Meins. Policija pa je bila prepričana, da ji je uspelo razbiti jedro teroristične skupine. Vendar je kmalu za aretacijami na prizorišče stopila druga generacija teroristov RAF, ki so jih iz zapora usmerjali Baader, Meinhofova in tovariši. Reorganizirali so udarne teroristične celice ter jih pripravili na dejavnost. Vse to je trajalo precej časa, zaradi česar je druga generacija teroristov udarila šele spomladi leta 1975. V času, ko so jedru skupine Baader-Meinhof pripravljali sojenje, je gibanje 27. februarja tega leta ugrabilo Petra Lorenza, ki je bil takrat predsednik krščansko-demokratske unije in kandidat za berlinskega župana. Oblasti so temu pritisku popustile in izpustile šest teroristov. Horst Mahler je zavrnil ponudbo za izpustitev in za javnost izjavil, da raje ostane v zaporu, kajti take reči prav nič ne prispevajo k revolucionarnemu vrenju v Nemčiji.
Sledila je teroristična okupacija zahodnonemškega veleposlaništva v Stockholmu 24. aprila 1975, v kateri so umrle štiri osebe, od teh 2 pripadnika Frakcije rdeče armade. Tako se je 21. maja 1975 začelo t. i. Stammheimsko sojenje Baaderju, Ennslinovi, Meinhofovi in Raspeju, imenovano po okrožju Stuttgarta, kjer je bilo izvedeno. Večkrat je to sojenje označeno za najbolj odmevno sojenje v Nemčiji. 9. maja 1976 je bila v svoji celici najdena obešena Ulrike Meinhof. Zaključek uradne preiskave je bil, da je Meinhofova izvedla samomor, kljub temu pa je vzniknilo več teorij zarote. V času sojenja, ki se je po 192 dneh končalo 28. aprila 1977 in obtožence zaradi več umorov in njih naklepov ter teroristične dejavnosti obsodilo na dosmrtno zaporno kazen, se je odvilo še več akcij teroristične skupine.

## Nemška jesen 1977
Vrhunec dogajanja v zvezi s Frakcijo rdeče armade je pomenila Nemška jesen 1977, ki je močno zamajala družbenopolitični prostor takratne Zahodne Nemčije. 5. septembra 1977 so člani skupine v Kölnu ugrabili predsednika Zveze delodajalcev Martina Schleyerja. Medtem ko je njegov voznik prisilno zaviral pred otroškim vozičkom, ki se je iznenada pojavil na cesti, se je spremljevalno policijsko vozilo zaletelo v zadnji del njegovega avtomobila. Teroristi so izkoristili načrtovano zmedo in ubili šoferja ter policiste, Schleyerja pa odvedli. Na zvezno vlado v Bonnu je zatem prispelo pismo z zahtevo po izpustitvi 11 pripadnikov teroristične skupine. Kot odgovor na to je bil oblikovan krizni štab, ki ga je vodil Helmut Schmidt; ta je zadrževal pogajanja, da bi s tem pridobil čas za iskanje ugrabljenca, kar se je vleklo več kot mesec dni. V tem času so bili jetnikom popolnoma onemogočeni vsi stiki z zunanjim svetom.
Situacija se je še dodatno močno zaostrila 13. oktobra, ko so palestinski zavezniki Frakcije ugrabili letalo Lufthanse s 86 potniki na poti iz Mallorce proti Frankfurtu ter pri tem ubili pilota. Zahtevali so izpustitev Baaderja in Ensslinove, zraven tega pa pomilostitev nekaj palestinskih zapornikov v Turčiji in 15 milijonov ameriških dolarjev. Toda nemške protiteroristične policijske enote so v somalskem Mogadišu izvedle napad na letalo ter osvobodile potnike. Ko sta terorista izvedela, da so njuni načrti propadli, sta si sama vzela življenje, z njima pa tudi nekaj drugih članov skupine. Domnevni skupinski samomor, kot je to zapisano v rezultatih uradne preiskave, je preživela sicer ranjena Irmgrad Möller. Naslednji dan so v prtljažniku nekega avtomobila našli tudi Schleyerjevo truplo.
Maja 1978 je bila četverica teroristov druge generacije RAF-a, vpletenih v zločine, na čelu z »železno lady« Brigitte Mohnhaupt aretirana v Zagrebu. Pol leta pozneje so bili izpuščeni, domnevno zato, ker Nemčija ni hotela izpolniti jugoslovanske zahteve po izročitvi sovražne emigracije. Odpotovali so v južni predel Jemena in nato nadaljevali akcije do aretacije leta 1982.

## RAF v 80. in 90. letih
Padec komunizma in Vzhodnega bloka ob koncu osemdesetih let sta s seboj prinesla tudi močno oslabitev levičarskih skupin, a se je kljub temu sicer močno zmanjšana aktivnost Frakcije rdeče armade nadaljevala še v 90. leta. Sem sodijo uboj industrialca Ernsta Zimmermanna, bombni napad na ameriško letalsko oporišče Ramstein v bližini Kaiserslauterna, uboj izvršnega direktorja Siemensa Karla-Heinza Beckurtsa in poskus atentata Gerolda von Braunmühla, funkcionarja nemškega zunanjega ministrstva. Zraven tega so člani RAF osumljeni več drugih terorističnih napadov.
Po združitvi obeh Nemčij leta 1990 se je potrdil poprejšnji sum, da je zatočišče in politično ter materialno podporo Frakciji rdeče armade nudila vzhodnonemška obveščevalna služba Stasi.
V prvi polovici devetdesetih let, tj. ob koncu delovanja skupine, je bila njena dejavnost usmerjena zlasti v osvobajanje jetnikov članov RAF. Zadnja večja protiteroristična akcija v povezavi s Frakcijo se je odvila 1992. leta, ko se je z namenom razbitja mreže vanjo infiltriral tajni agent Klaus Steinmetz. Po njegovi zaslugi naj bi prišlo do aretacije dveh članov, a je eden izmed njiju padel v akciji. Frakcija rdeče armade pa je svojo zadnjo akcijo izvedla leta 1993 z bombnim napadom na novo zgrajeni zapor, pri čemer je nastalo za 123 milijonov takratnih nemških mark škode.
20. aprila 1998 je tiskovna agencija Reuters prejela faks, natipkan v nemščini na osem straneh ter podpisan z logotipom RAF. V njem je bila tudi izjava o razpustitvi skupine:
»Vor fast 28 Jahren, am 14. Mai 1970, entstand in einer Befreiungsaktion die RAF. Heute beenden wir dieses Projekt. Die Stadtguerilla in Form der RAF ist nun Geschichte.« (»Skoraj 28 let nazaj, 14. maja 1970, je v boju za osvoboditev nastala Frakcija rdeče armade. Danes ta projekt končujemo. Urbana gverila v obliki RAF je zgodovina.«)

## Ideologija
Teroristična skupina je zagovarjala filozofijo, ki je bila mešanica marksizma in maoizma, mnogokrat pa je zagovarjana teza, da je šlo za golo uporništvo srednjega razreda. Skupina se je pojavila v obdobju, ko je bilo politično življenje v Zahodni Nemčiji najbolj razburkano. Če izvzamemo Francijo, je bilo nemško študentsko gibanje v tistem času najbolj radikalno v Evropi. Nekateri vodilni člani tedanjega študentskega gibanja so svoje delo nadaljevali z ustanovitvijo nemške radikalne stranke Zelenih, ki je sedaj zastopana tudi v nemškem parlamentu. Teroristi so smrtno obsodbo kapitalističnemu sistemu napovedali zato, ker naj bi nasprotovali vietnamski vojni in nacizmu generacije svojih staršev ter upali na lepšo prihodnost človeštva. Njihovi nekdanji sodelavci pa zatrjujejo, da so bili samo na vse pripravljeni egoisti in igralci ruske rulete.
Pripadniki Frakcije rdeče armade so zagovarjali tudi ideologijo, ki je temeljila na anarhizmu; njihova predstava svobode je temeljila na zavračanju demokratičnega centralizma. RAF je bila tipičen predstavnik marksističnega gibanja tistega časa, na katera so imeli velik vpliv predstavniki Tretjega sveta (Mao Zedong, Che Guevara in Marighella).
Na drugi strani je bilo Gibanje 2. junij brezkompromisna anarhistična skupina, ki ni imela tako kot RAF marksističnih ciljev. V času svojega obstoja ni izdala niti enega ideološkega dokumenta. Večina njenih aktivistov je prihajala iz anarhističnih krogov, po združitvi z RAF so popolnili njihove anarhistične celice. Skupino Revolucionarne celice bi lahko opisali kot svobodno federacijo revolucionarjev, ravno tako ne marksistično-leninistične usmeritve. Eden od vodilnih aktivistov je skupino Revolucionarne celice definiral kot nasprotje leninističnim načelom nemškega študentskega gibanja, ki je postalo okuženo z dogmatizmom in strankarstvom. Ideologija RAF je bila tako izrazit komunizem z močnimi anarhističnimi primesmi.
Andreas Baader se s politiko do srečanja Gudrun Ensslin ni ukvarjal, politika ga sploh ni zanimala. Nasprotno pa je menila Ennslinova in po štirinajstih dneh poznanstva z njo je svoje mišljenje spremenil tudi Andreas Baader. Podobnega mišljenja je bila tudi Ulrike Meinhof, ki je bila tedaj že precej znana osebnost v nemškem gibanju Nove levice in novinarka pri ugledni reviji. Bila je mati dvojčic, ki se je gibala v visokih krogih nemške družbe, kasneje pa se odločila zamenjati lagodno življenje in se presiliti v Berlin, kjer se je pridružila revolucionarnim študentskim krogom Svobodne univerze. V Berlinu je spoznala Baadra, Ensslinovo in odvetnika Horsta Mahlerja.
Kasneje se je pokazalo, da je bila Meinhofova predvsem orodje v rokah para Baader in Ensslin. Gudrun Ensslin je Meinhofovo prepričala, da je še kot novinarka pomagala k Baaderjevi osvoboditvi po prvi aretaciji v Berlinu. Nekdanji soborec, ki je RAFovce spremljal med vojaškim urjenjem v palestinskih taboriščih, je poročal celo o pištoli, s katero naj bi Baader odpravil dvome Meinhofove v pravilnost njihovega početja. Prav tako se je za Baaderja govorilo, da je bil nadarjen, a je zaradi lenobe začel drseti v kriminal že pred politizacijo svojega delovanja. Ensslinova pa naj bi z revolucionarno gorečnostjo odgovorila na strogo evangeličansko vzgojo v svoji družini.

## Praktično delovanje
Skupina je imela v začetku sedemdesetih let od 20 do 50 stalnih članov. Teroristična skupina se je od vsega začetka preživljala z ropanjem bank in podjetij. Njeni člani so izvajali bombne napade in požigali predvsem stavbe zahodnonemških družb ter nemške in ameriške vojaške objekte v ZRN. Med drugim so ugrabljali in morili pomembne politike in poslovneže. Sredi sedemdesetih let se je dejavnost skupine razširila na mednarodno prizorišče - občasno je RAF sodelovala tudi s palestinskimi terorističnimi skupinami.
Zaradi delovanja Frakcije je bilo ubitih 34 in ranjenih 93 ljudi, 162 pa zajetih za talce. Preden so njeni voditelji v zaporu v Stammheimu naredili samomor, je skupina skoraj spravila državo v globoko politično krizo. Med mladimi do tridesetega leta starosti v Nemčiji je bilo v tistem času okoli 25 odstotkov simpatizerjev, okoli 10 odstotkov pa bi jih bilo pripravljenih nuditi zatočišče ali sodelovati v terorističnih akcijah.

### Usposabljanje
Zelo malo je poznanega, kako so se začele povezovati nemške in palestinske teroristične skupine. Znano je le dejstvo, da je veliko število teroristov iz takratne Zvezne republike Nemčije po ilegalnih kanalih potovalo na usposabljanje v palestinska taborišča. Eden od razlogov je bil, da je Nemčija v 70. letih zaradi svoje velikodušnosti imela največjo koncentracijo palestinskih študentov v Evropi. Fatah je imel v njihovih vrstah infiltrirane svoje agente, ki so vplivali na palestinsko študentsko skupnost v Nemčiji. Ti so vzpostavljali vezi tudi z lokalnimi radikalnimi levičarskimi študentskimi organizacijami. Nemške teroristične skupine so bile aktivne predvsem na področjih, ki so jih poseljevale muslimanske, predvsem turške imigrantske skupnosti. Muslimanske skupnosti so bile uporaben kanal za povezave z Bližnjim vzhodom. Pomoč palestinskih terorističnih skupin se je odražala na več načinov: oskrbovali so nemške teroriste z orožjem, nudili so jim logistično pomoč, usposabljali so jih v svojih taboriščih v Libanonu in južnem delu Jemna ter izvajali skupne akcije, kjer so nemški teroristi dobili bogate izkušnje. Na drugi strani je bila pomoč RAF znatno manjša. Palestincem je zagotavljala logistično podporo v Evropi predvsem v obliki orožja, varnih zatočišč in pomoči pri begu.

### Financiranje
Frakcija rdeče armade se je financirala predvsem z ropanjem bank. Na ta način so si zagotavljali sredstva za nadaljnje delovanje in načrtovana potovanja na Bližnji vzhod. Skupina je oropala 35 bank in odnesla več kot milijonov nemških mark. Manjši del sredstev so pridobili z ugrabitvami bogatih poslovnežev in političnih osebnosti. Po zlomu komunizma v Nemški demokratični republiki so odkrili, da je skupino usposabljala, logistično oskrbovala in dajala zatočišče njenim članom tudi komunistična tajna policija Stasi.

## Seznam pripisanih napadov
| Datum                                         | Kraj | Akcija                                                                                                  | Opombe                                                                                              |
| --------------------------------------------- | --- | --- | --------------------------------------------------------------------------------------------------- |
| 1971 \| Hamburg                               | Atentat na policista                                                                                         | 1 mrtev                                                                                                 | |
| 11. maj 1972 \| Frankfurt na Majni            | Bombni napad na vojašnico ZDA                                                                                | 1 mrtev, 13 ranjenih                                                                                    | |
| 12. maj 1972 \| Augsburg in München           | Bombni napad na policijsko postajo v Augsburgu in Bavarsko kriminalistično preiskovalno agencijo v Münchenu  | 5 ranjenih policistov                                                                                   | |
| 16. maj 1972 \| Karlsruhe                     | Bombni napad na avtomobil zveznega sodnika                                                                   | 1 ranjen (sodnikova žena)                                                                               | |
| 19. maj 1972 \| Hamburg                       | Bombni napad na založbo Axel Springer                                                                        | 17 ranjenih                                                                                             | |
| 24. maj 1972 \| Heidelberg                    | Bombni napad pred sedežem vojaške obveščevalne službe ameriških oboroženih sil v Evropi (vojašnica Campbell) | 3 mrtvi, 5 ranjenih                                                                                     | |
| 24. april 1975 \| Stockholm                   | Zasedba veleposlaništva ZRN, umor Andreasa von Mirbacha in Heinza Hillegaarta                                | 4 mrtvi (od tega 2 pripadnika RAF)                                                                      | |
| 7. april 1977 \| Karlsruhe                    | Uboj zveznega generalnega tožilca Siegfrieda Bubacka                                                         | 3 mrtvi, poleg Bubacka še šofer in drugi potnik                                                         | |
| 30. julij 1977 \| Oberursel (Taunus)          | Uboj direktorja družbe Dresdner Bank Jürgena Ponta med ponesrečenim poskusom ugrabitve                       | | |
| oktober 1977                                  | Palma de Mallorca, Mogadiš (Somalija)                                                                        | Ugrabitev letala družbe Lufthansa v okviru dogodkov Nemške jeseni                                       | 3 ugrabitelji mrtvi, letalo osvobodijo nemške posebne policijske sile GSG 9 v operaciji Feuerzauber |
| 5. september 1977                             | Köln, Mulhouse                                                                                               | Ugrabitev predsednika Nemške delodajalske zveze Hannsa-Martina Schleyerja, 18. oktobra 1977 njegov uboj | 4 mrtvi med ugrabitvijo (3 policisti in voznik)                                                     |
| 9. julij 1986 \| Straßlach (bližina Münchena) | Uboj izvršnega direktorja Siemensa Karla Heinza Beckurtsa                                                    | 2 mrtva, poleg Beckurtsa tudi voznik                                                                    | |
| 30. november 1989 \| Bad Homburg v. d. Höhe   | Bombni napad na bankirja Alfreda Herrhausena                                                                 | Primer ni zaključen                                                                                     | |
| 1. april 1991 \| Düsseldorf                   | Uboj direktorja Treuhandanstalta Detleva Karstena Rohwedderja na njegovem domu v Düsseldorfu                 | Primer ni zaključen                                                                                     | |
| 27. marec 1993 \| Weiterstadt                 | Bombni napad na nedograjen zapor                                                                             | Primer ni zaključen; 123 milijonov DEM gmotne škode                                                     | |